# سدني كنجزلي
سيدني كينغسلي (بالإنجليزية: Sidney Kingsley)‏ هو كاتب مسرحي أمريكي مُنح جائزة بوليتزر عن مسرحيته «رجال بملابس بيض» والتي كتبها في عام 1930م وتم عرضها في عام 1933م. من أهمّ مسرحياته هي «الطريق المسدود» في عام 1935م.

## روابط خارجية
- سدني كنجزلي على موقع IMDb (الإنجليزية)
- سدني كنجزلي على موقع أول موفي (الإنجليزية)
- سدني كنجزلي على موقع قاعدة بيانات برودواي على الإنترنت (الإنجليزية)
- سدني كنجزلي على موقع قاعدة بيانات برودواي على الإنترنت (الإنجليزية)
- سدني كنجزلي على موقع قاعدة بيانات برودواي على الإنترنت (الإنجليزية)
- سدني كنجزلي على موقع قاعدة بيانات الأفلام السويدية (السويدية)
- سدني كنجزلي على موقع قاعدة بيانات الفيلم (الإنجليزية)
- سدني كنجزلي على موقع كينوبويسك (الروسية)